# Driopitecinis
Els driopitecinis (Dryopithecini) són una tribu extinta de primats hominoïdeus que inclou el gènere Dryopithecus i tots els seus avantpassats. Els animals d'aquest grup són parents propers dels humans, els orangutans, els goril·les i els ximpanzés. Anteriorment eren considerats una família distinta, Dryopithecidae.